# دبكة كردية

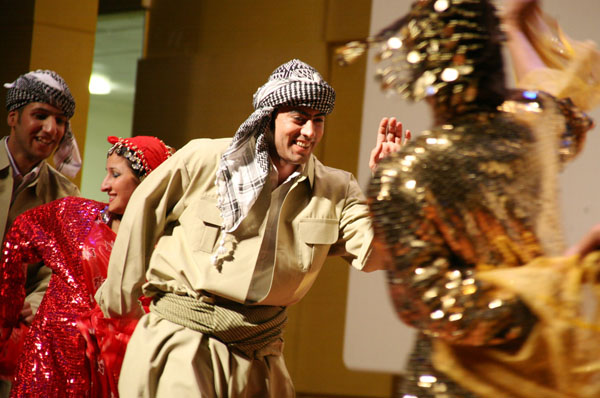
دبكة كردية

الدبكة الكردية و يطلق عليها باللغة الكردية هلبركي (Helperkê) أو شايي (Shayî)، هي نوع من أنواع الدبكة التقليدية أو ما يسمى برقص تشابك الأيدي مشابه لتلك الموجودة في دول البلقان ولبنان والعراق وإيران. الدبكة الكردية هي شكل من أشكال الرقص الدائري، مع راقص مستقل أو بدونه أضاف في أغلب الأحيان إلى المركزِ الهندسي للدائرة الراقصة. طبقًا لموسوعة الإسلام، الأكراد يغنّون ويرقصونَ إجمالًا في مهرجاناتِهم، أعياد الميلاد، مراسيم الزواج، عيد نوروز وبعض المراسيم الدينية لدى بعض الطوائف.الدبكة هي الرقصة الفلكورية الأبرز التي تميّز الأكراد عن السكان المجاورِين لهم.

## أنواع الدبكة
تختلف الدبكة في بعض تفاصيلها و عدد خطواتها ذهاباً و إياباً حسب المنطقة أو القرية المنسوب اليها الدبكة، و من أنواعها:
- الدبكة التقليدية.
- دبكة الثلاث أقدام و هي دبكة ترقص في کوردستان الجنوبیة و كوردستان الشرقية.
- دبكة الأحد عشر قدماً و هي ترقص في مناطق کوردستان الشمالية و كوردستان الغربية.